# Tercera guerra de los Diádocos
La tercera guerra de los Diádocos (314 a. C.-311 a. C.), enfrentó a Antígono I Monóftalmos (de un solo ojo), con sus aliados de la segunda guerra de los Diádocos, Casandro, Lisímaco, y Ptolomeo, todos ellos antiguos generales de Alejandro Magno.

## Primera coalición contra Antígono
Seleuco encuentra refugio con Ptolomeo en Egipto. Le es fácil convencer al Lágida del peligro que constituye el aumento del poder de Antígono. El precedente del ataque de Pérdicas a Egipto en 322 a. C. demuestra que, para todo candidato a la restauración del poder imperial, la independencia y la riqueza de Egipto constituyen una amenaza. Además, Ptolomeo desea Siria, que ya ocupó provisionalmente en 318 a. C., y que ahora controla Antígono.
Se envían embajadores a Casandro y Lisímaco, inquietos también por los proyectos de Antígono, y se forma una coalición de los tres diádocos. Se lanza un verdadero ultimátum a Antígono, que reclama un nuevo reparto de las satrapías, lo que supondría desmantelar su dominio. El viejo diádoco, (Antígono tiene 68 años) se declara presto para la guerra .
Antígono desea llevar la guerra a Europa, pues es, al menos nominalmente, la cabeza del imperio. Además, espera probablemente apoderarse del rey superviviente, Alejandro IV, el hijo de Alejandro. Pero es retenido en Asia por sus adversarios, y no interviene en Grecia y Macedonia más que por medio de intermediarios y aliados.

## La guerra en Asia
En Asia, hasta 313 a. C., los combates se limitan a un enfrentamiento entre Antígono y Ptolomeo. El sátrapa de Egipto es un general prudente, poco inclinado a jugárselo todo en una batalla, y no le gusta alejarse de sus bases. Así que abandona Siria, evitando enfrentarse con Antígono, y deja una fuerte guarnición en Tiro, que resiste casi un año (315-314 a. C.). Ptolomeo confía su flota a Seleuco, que lleva a Chipre y Asia Menor. Para Antígono, este período es favorable, aunque la toma de Tiro no le permite acceder a Egipto, muy fortificado. Decide entonces apoderarse de Asia menor, mientras que manda a sus sobrinos, Telesforo y Polemón desembarcar en Grecia.
Es entonces cuando Ptolomeo comprende que su cautela ya no resulta apropiada, y reacciona. Se apodera de Chipre, y se aprovecha del ardor imprudente de Demetrio, al que vence en la batalla de Gaza. Siria y Fenicia vuelven a sus manos. Al mismo tiempo, Seleuco franquea en 312 a. C. los territorios controlados por Antígono, y abre un tercer frente de batalla, tras Siria y Grecia . Antígono contraataca y obliga a Ptolomeo a evacuar de nuevo Siria y Fenicia, pero no se atreve a atacar Egipto, preocupado por Seleuco.

## La paz de 311 a.C.
En 311 a. C., ninguno de los diádocos había conseguido una ventaja decisiva, por lo que se hacía sentir la necesidad de una tregua. Por ello, los plenipotenciarios de Lisímaco y Casandro toman contacto con Antígono, a los que pronto se les unen los de Ptolomeo. La paz firmada es conocida por una breve alusión de Diodoro , y por un texto epigráfico incompleto descubierto en la ciudad de Skepsis en Troade.
Las dos principales disposiciones del tratado son que cada uno conserva sus posesiones, y se proclama oficialmente la libertad de los griegos. Antígono permanece como «strategos de Asia», lo que hace que de facto, Seleuco se convierta en sátrapa rebelde. Antígono aparece como el vencedor provisional del conflicto. Su imperio, centrado en Asia menor está intacto, a excepción de Babilonia, en poder de Seleuco. Además, se queda con los tesoros que sus adversarios deseaban arrebatarle. También estima como favorable la proclamación de la libertad de las ciudades griegas, ya que todos los diádocos las tienen en sus estados, aunque es un arma de doble filo, que también puede volverse contra él.
Sin embargo, Antígono no ha logrado ninguno de sus objetivos. Ninguno de sus adversarios ha sucumbido, y debe reconocer a Casandro como «strategos de Europa», y tutor de Alejandro IV. Como la mayoría de edad del rey se acerca, hay una amenaza para todos los diádocos, ya que puede disponer de sus funciones. Por eso, la paz contiene en sí la extinción de la dinastía argéada, ya que conviene a todos ellos. En definitiva, este arreglo mantiene el statu quo, lo que vistas las circunstancias, no es de extrañar.
Por esas fechas, Casandro asesina al joven rey Alejandro IV, y a su madre, Roxana, poniendo fin a la Dinastía argéada, que había gobernado Macedonia durante varios siglos. Por el momento, los generales siguieron reconociendo a Alejandro como rey, ya que Casandro no anunció su muerte, pero parecía claro que antes o después, algunos o todos reclamarían el trono.